# 雷鋒街道
雷峰街道（らいほうかいどう）は、中華人民共和国湖南省長沙市望城区の街道。

## 行政区画
- 雷鋒社区
- 荷花塘社区
- 坪山村
- 真人橋村
- 橋頭鋪村
- 牌楼壩村
- 三益村
- 廖家坪村
- 白馬村

## 歴史
1968年、雷鋒公社と改編。
1984年、雷鋒郷と改編。
1993年3月16日、雷鋒鎮と改編。
2015年12月、雷鋒鎮・廖家坪街道が合併し、現在の雷鋒街道が発足。

## 地理
雷鋒街道は望城区南部に位置し、北は黄金園街道と、東は天頂街道・麓谷街道と、西は白箬鋪鎮と、南は含浦街道・蓮花鎮とそれぞれ接している。

## 教育
- 湖南第一師範学院
- 湖南渉外経済学院

## 交通

### 道路
- 319国道
- 長沙繞城高速公路
- 長張高速公路
- 金洲大道

## 観光
- 湖南党史陳列館
- 雷鋒故居

## 出身有名人
- 雷鋒

## ギャラリー
- 湖南党史陳列館
- 雷鋒故居
- 雷鋒彫像